# Ibn Jafaya
Ibn Jafaya o Hafaya (Alcira, provincia de Valencia, 1058-1138) fue un poeta andalusí de la Taifa de Valencia. Fue uno de los más importantes poetas del periodo almorávide. Cultivó un estilo manierista con el que recreaba ambientes exquisitos, como en las descripciones de jardines que le valieron el apodo de Al-Yannan ("el jardinero"). Además era llamado al-Jazirí, es decir el de Alcira, y ax-Xuqrí, el del Júcar
Nació en época de los reinos de Taifas y vivió la época almorávide. Estuvo al servicio del segundo gobernador almorávide de Zaragoza, Ibn Tifilwit (1115-1117), el cual volvió, como en un canto de cisne, a rodearse de literatos y científicos tras el primer gobierno almorávide zaragozano (1110-1115), que se preocupó más por las armas que por las letras. Ibn Tifilwit consiguió resucitar en los salones de la Aljafería una corte de poetas y filósofos donde destacaron el propio Ibn Jafaya e Ibn Bayyá, esto es, el gran filósofo andalusí Avempace, que fue incluso nombrado gran visir.
Tras la conquista cristiana de Zaragoza por parte de Alfonso I el Batallador en 1118, Ibn Jafaya se retiró a sus fincas levantinas, donde llevó una vida alejada de la política y dedicada a explotar sus huertas y a componer poesía. Su estilo ejerció tal influencia en los poetas andalusíes posteriores que fue el modelo de todos ellos hasta el final del Reino de Granada.
Ibn Jafaya disfrutó de la fama en vida y sus versos fueron reproducidos enseguida por los arabófonos. Fue considerado el poeta andalusí por excelencia, según Al-Maqqari de Tremecén (1591-1631), uno de los más famosos historiadores y recopiladores del mundo árabe, que proclamó en su obra la admiración que sentía por él, comparándolo con otro famoso poeta, el oriental As-Sanawbarí, también cantor y amante de los jardines. 
La prosa y poesía de Ibn Jafaya destaca por su naturalidad, sensualidad y sofisticación, resultando de interés la descripción de los paisajes, río, jardines y casas de su ciudad natal de Alcira que consideraba la flor de Al-Ándalus.
Aún hoy, Ibn Jafaya está presente en las antologías de poetas que escribieron en árabe y los libros escolares contienen extractos de su poesía, lo que lo sitúa entre los más grandes poetas de Al-Ándalus y de todos los tiempos. También le llaman el poeta de la noche, de los jardines valencianos, amante del vino y de sus amantes. Su espíritu libre y temperamento orgulloso le obligaron a solicitar en alguna ocasión la protección de su soberano. A pesar de su fama, eligió vivir en su ciudad natal, sin dejarse seducir por las ventajas que habría podido obtener como poeta de corte.

## Obra
Entre las publicaciones que se han realizado de la obra de Ibn Jafaya, traducida a varios idiomas, destacan en España las traducciones realizadas por Josep Piera y Josep R. Gregori:
- Ibn Jafaya; Traducción de Josep Piera y Josep R. Gregori (2002). 16 poemas sobre el diván. Edicions 96. p. 44. ISBN 978-84-95510-24-2.
- Ibn Jafaya; Traducción de Josep Piera y Josep R. Gregori (2007).  Edicions 62, ed. Jardí Ebri. ISBN 9788429760651.